# Давыдово (станция)
Давы́дово — узловая железнодорожная станция Большого кольца Московской железной дороги на участке Орехово-Зуево — Куровская. Расположена рядом с одноимённой деревней городского округа Ликино-Дулёво Московской области. Входит в Московско-Горьковский центр организации работе железнодорожных станций ДЦС-8 Московской дирекции управления движением. По основному характеру работы является промежуточной, по объёму работы отнесена к 3 классу.
Открыта в 1899 году. На станции расположены 2 низкие платформы, 6 путей, здание вокзала переоборудовано в жилой дом, имеются строения диспетчерской и других служб. Рядом со станцией расположена база запаса пассажирских вагонов.
В границах станции кроме основной части из 6 путей также находится участок на юг с путепроводом над Казанским радиальным направлением, включая три из четырёх примыканий соединительных ветвей с ним и северную петлю на развязке целиком.
Расстояние до узловой станции Куровская Казанского направления 6 км.
Через станцию ежедневно проходит 3 пары электропоезда Александров — Куровская и часть электропоездов, следующие из Куровской по кольцу в направлении Ильинского Погоста и обратно, в Давыдово электропоезда меняют направление, время стоянки поезда около 10 минут, 3 поезда в Куровскую (1 по выходным), 2 поезда из Куровской (1 по выходным).

## Крушение
4 августа 2015 года на этой станции сошли с рельс 4 вагона товарного поезда.

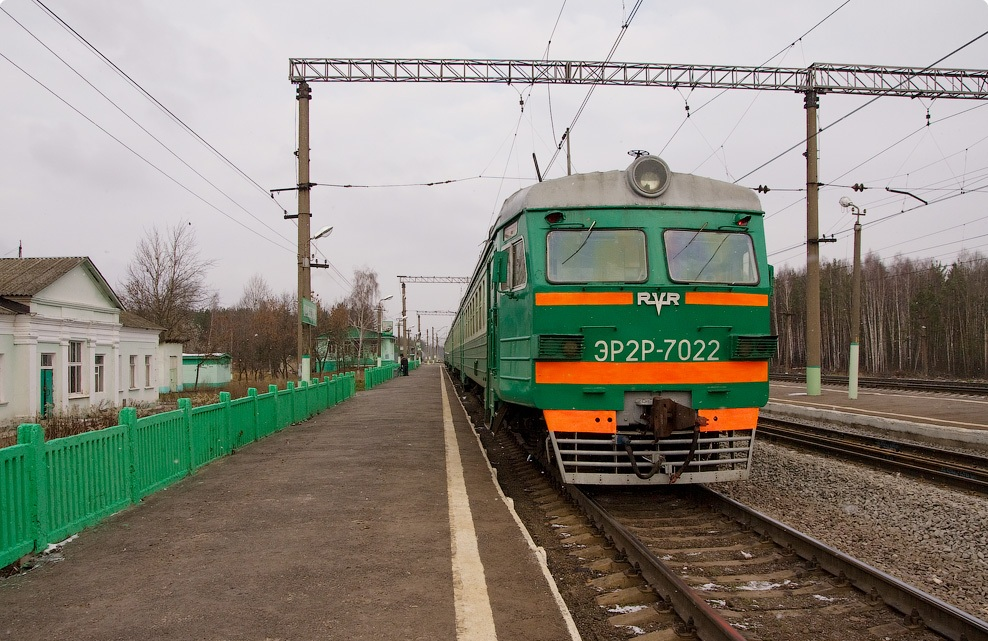
Электропоезд на станции
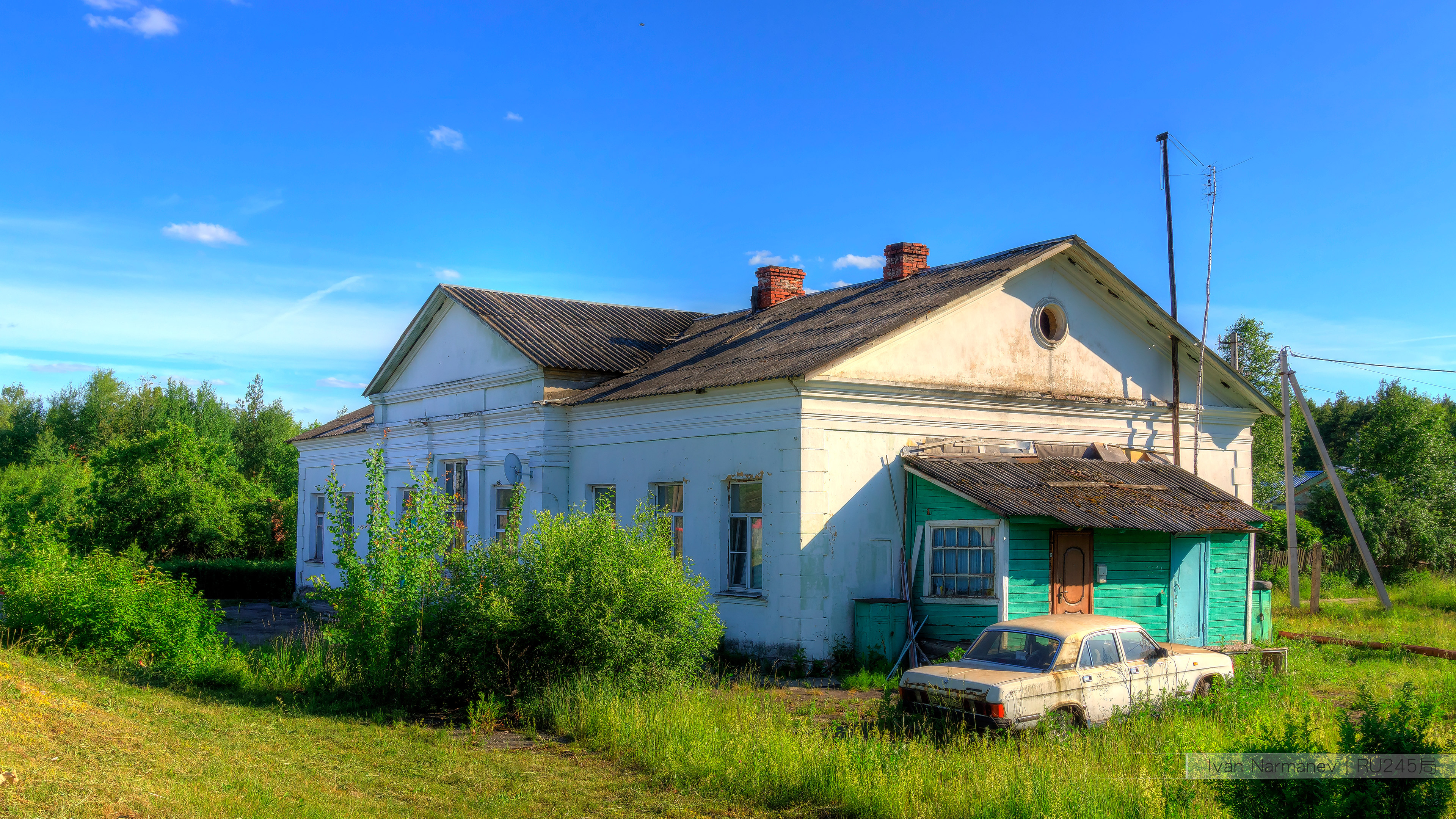
Бывшее здание вокзала